# Jan Korkozowicz

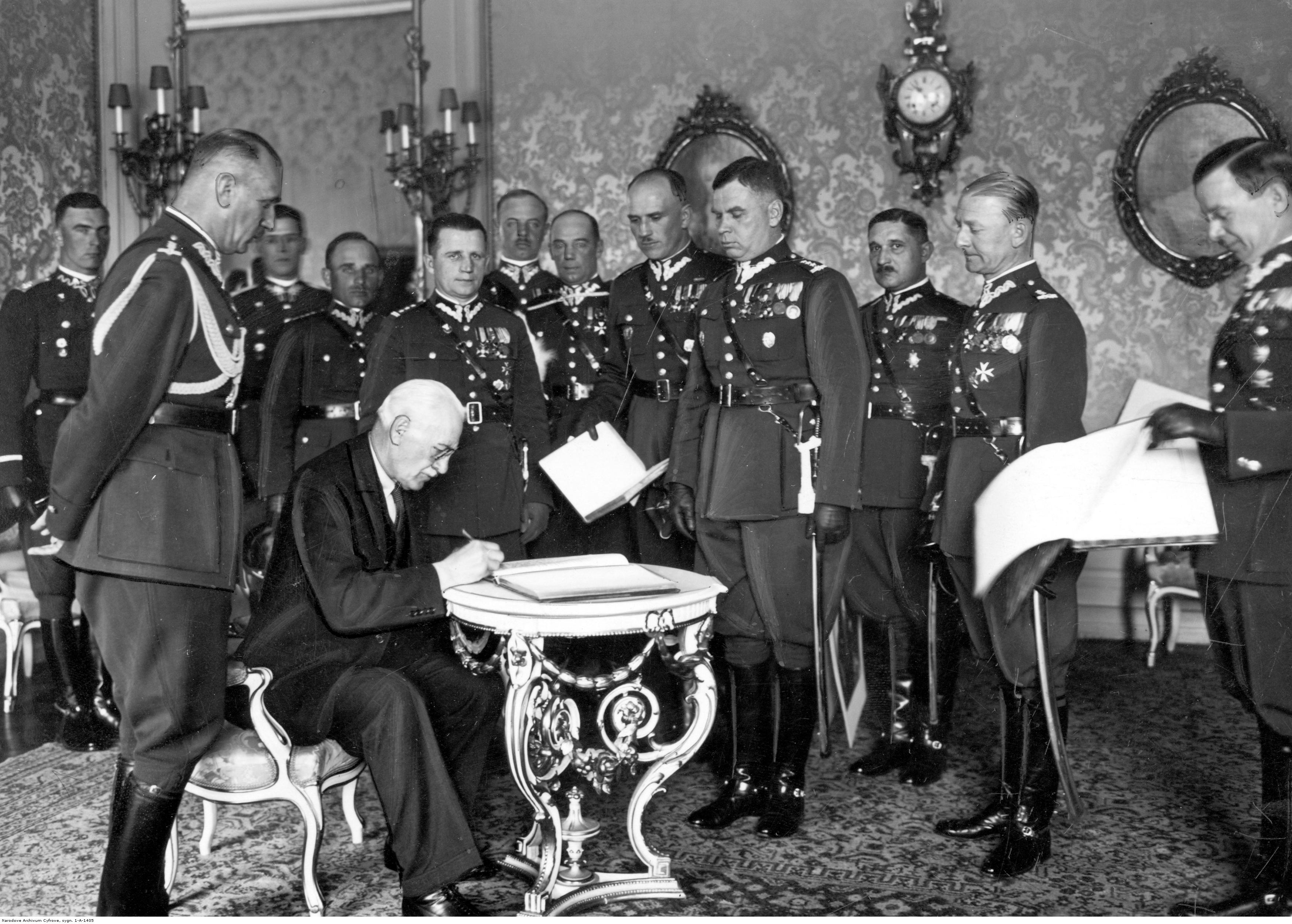
Delegacja 15 DP u prezydenta RP Ignacego Mościckiego w maju 1935. Czwarty z prawej stoi Jan Korkozowicz.

Jan Marek Korkozowicz, ps. Mieczysław Radek (ur. 7 października 1891 w Garwolinie, zm. 23 marca 1968 w Warszawie) – pułkownik dyplomowany piechoty Wojska Polskiego, działacz niepodległościowy, kawaler Orderu Virtuti Militari.

## Życiorys
Urodził się 7 października 1891 w Garwolinie, ówczesnym mieście powiatowym guberni siedleckiej, w rodzinie Justyna i Wiktorii. W 1911 zdał maturę, a w następnym roku rozpoczął studia w c. k. Szkole Głównej Gleboznawstwa w Wiedniu (niem. k.k. Hochschule für Bodencultur).
11 sierpnia 1917, po kryzysie przysięgowym, został zwolniony z Legionów, po czym podjął podjął służbę w Polskiej Organizacji Wojskowej. Kierował Okręgiem POW Warszawa-Prowincja. W listopadzie 1918 wziął udział z rozbrajaniu Niemców w Warszawie, a następnie wstąpił do Wojska Polskiego.
13 grudnia 1918 został formalnie przyjęty do Wojska Polskiego z byłych Legionów Polskich i mianowany porucznikiem w piechocie ze starszeństwem od dnia 2 grudnia 1918. 18 grudnia 1918 ponownie ogłoszono jego przyjęcie do Wojska Polskiego jako Mieczysława Korkozowicza Radka z zatwierdzeniem awansu na porucznika. 20 maja 1919 został przeniesiony z 31 pułku piechoty do 4 pułku piechoty Legionów. 15 stycznia 1920 został szefem Oddziału II Informacyjnego Sztabu Dowództwa Okręgu Generalnego „Kielce”. 16 sierpnia tego roku został oddany do dyspozycji Oddziału II Naczelnego Dowództwa WP. Od 19 lutego do 20 kwietnia 1921 pełnił obowiązki dowódcy 4 pp Leg.
1 czerwca 1921, w stopniu majora, nadal pełnił służbę w 4 pp Leg. 10 sierpnia 1921 podpułkownik Józef Kustroń sporządził wniosek na odznaczenie Orderem Virtuti Militari. 3 maja 1922 został zweryfikowany w stopniu majora ze starszeństwem od 1 czerwca 1919 i 390. lokatą w korpusie oficerów piechoty. 10 lipca 1922 został zatwierdzony na stanowisku dowódcy batalionu w 36 pułku piechoty w Warszawie. Następnie został przydzielony do Szkoły Podchorążych w Warszawie, a później wrócił do pułku na stanowisko dowódcy II batalionu. W 1925 był kwatermistrzem pułku. Z dniem 1 listopada 1925 został powołany do Wyższej Szkoły Wojennej w Warszawie, w charakterze słuchacza Kursu 1925/27. W 1926, w czasie przewrotu majowego, walczył po stronie marszałka Józefa Piłsudskiego w szeregach macierzystego 36 pp. 12 maja z rozkazu dowódcy pułku, pułkownika Kazimierza Sawickiego obsadził przedmoście mostu Kierbedzia od strony Warszawy 7 kompanią i plutonem ckm.
12 kwietnia 1927 prezydent RP nadał mu stopień podpułkownika z dniem 1 stycznia 1927 i 33. lokatą w korpusie oficerów piechoty. Z dniem 28 października 1927, po ukończeniu kursu i otrzymaniu dyplomu maukowego oficera Sztabu Generalnego, został przeniesiony do kadry oficerów piechoty z równoczesnym przydziałem do 17 Dywizji Piechoty w Gnieźnie na stanowisko szefa sztabu. W listopadzie 1928 został przeniesiony służbowo do Dowództwa Okręgu Korpusu Nr IX w Brześciu na stanowisko szefa Oddziału Ogólnego Sztabu. W czerwcu 1930 został przeniesiony do 57 pułku piechoty w Poznaniu na stanowisko zastępcy dowódcy pułku. W grudniu 1930 został przeniesiony do 61 pułku piechoty w Bydgoszczy na stanowisko dowódcy pułku. 21 grudnia 1932 prezydent RP nadał mu z dniem 1 stycznia 1933 stopień pułkownika w korpusie oficerów piechoty i 12. lokatą. W maju 1938 został mianowany dowódcą piechoty dywizyjnej 3 Dywizji Piechoty Legionów w Zamościu. Od 28 listopada do 7 grudnia 1938 był słuchaczem kursu doskonalenia dla wyższych dowódców w Centrum Wyszkolenia Piechoty w Rembertowie. 
W czasie kampanii wrześniowej walczył na stanowisku dowódcy piechoty dywizyjnej 3 DP Leg. O świcie 9 września, po przegranej bitwie pod Iłżą, znalazł się w lesie pod Wólką Dąbrowską między Lipskiem a Ciepielowem. W nocy z 10 na 11 września przeprawił się przez Wisłę. 18 września objął dowództwo 19 Brygady Piechoty, sformowanej w Dorohusku z resztek 19 Dywizji Piechoty. Na czele brygady walczył w drugiej bitwie pod Tomaszowem Lubelskim (22–27 września). Uniknął niewoli i przedostał się na terytorium Królestwa Węgier, gdzie od jesieni 1941 dowodził Związkiem Walki Zbrojnej. Jesienią 1942 rozpoczął prace organizacyjne tworząc oddziały powstańcze do akcji AK w kraju. W sierpniu 1945 wrócił do kraju.
Zmarł 23 marca 1968 w Warszawie i został pochowany na Cmentarzu Wojskowym na Powązkach (kwatera II B 24, rząd 5, miejsce 9).
Był żonaty z Kazimierą (1900–1991).

## Ordery i odznaczenia
- Krzyż Srebrny Orderu Wojskowego Virtuti Militari nr 6033 – 17 maja 1922[46][47]
- Krzyż Niepodległości – 20 stycznia 1931 „za pracę w dziele odzyskania niepodległości”[48][49][50][51]
- Krzyż Oficerski Orderu Odrodzenia Polski – 11 listopada 1936 „za zasługi w służbie wojskowej”[52][53]
- Krzyż Walecznych czterokrotnie[54] (po raz pierwszy i drugi „za udział w b. POW”[55], po raz czwarty „za udział w b. Legionach Polskich”[56])
- Złoty Krzyż Zasługi – 10 listopada 1928 „w uznaniu zasług położonych na polu pracy w poszczególnych działach wojskowości” [57][58]
- Medal Pamiątkowy za Wojnę 1918–1921
- Medal Dziesięciolecia Odzyskanej Niepodległości